# CEBP
C/EBP (z ang. CCAAT/enhancer-binding protein) – grupa białek będących czynnikami transkrypcyjnymi odpowiedzialnymi za różnicowanie, wzrost, przeżywalność i reakcję na stan zapalny komórek. 

## Rodzina C/EBP
W skład rodziny wchodzi 6 homologów: C/EBP alpha (C/EBPα), C/EBP beta (C/EBPβ), C/EBP delta (C/EBPδ), C/EBP epsilon (C/EBPε), C/EBP gamma (C/EBPγ), C/EBP zeta (C/EBPζ) oraz CHOP (C/EBP-homologous protein).  

## Budowa białka
Biało C/EBP składa się z kilku domen: zamka leucynowego (znajdujący się na końcu C), podstawowej łączącej DNA, transaktywacyjnej (transactivation domain - TAD), regulatorowej. Każde białko z tej rodziny może funkcjonować w postaci homodimeru oraz heterodimeru.

## Rola
C/EBPα, C/EBPβ C/EBP�δ odpowiadają za końcowe różnicowanie komórek, wliczając w to: adipocyty, hepatocyty, komórki nabłonkowe jelita, makrofagi, myelomonocyty oraz neurony.